# فرد هال (لاعب كرة قدم)
فرد هال (بالإنجليزية: Fred Hall)‏ (24 نوفمبر 1924 في المملكة المتحدة - 1 أبريل 2006) هو مدرب كرة قدم ولاعب كرة قدم بريطاني (وحمل سابقاً جنسية المملكة المتحدة لبريطانيا العظمى وأيرلندا) في مركز الهجوم. لعب مع برمنغهام سيتي وBedford Town F.C. ‏ وEynesbury Rovers F.C. ‏.